# Горда, Виталий Николаевич
Виталий Николаевич Горда (25 марта 1939, Бобровица, Украинская ССР — 22 июля 2010, Сургут, Россия) — украинский и российский художник, график, живописец и скульптор. Член союза художников СССР с 1977 года. Член Международной федерации художников (1995 г.). С 1965 по 2009 гг. являлся участником и неоднократным лауреатом международных, республиканских, всесоюзных, всероссийских, зональных окружных и городских выставок и пленэров.

## Биография

Среди прочего, Гордо разработал символику города Сургута (здесь — герб)

В 1953 году окончил семилетку в с. Соколов Житомирской области. Поступил одновременно в ремесленное училище № 2 и вечернюю школу рабочей молодежи № 54 г. Киева.
В 1955 году с отличием окончил училище получив специальность токаря универсала 5 разряда и был отправлен на военный завод.
В 1956 году окончив 10 классов вечерней школы поступил на механический факультет Киевского политехнического института на вечернее отделение, но не окончил его.
В 1960 году поступил в Киевское училище прикладного искусства на специальность «техник художественного конструирования» («дизайн»), которое с отличием окончил в 1965 году. Во время учебы в училище познакомился с Шаталовой Людмилой Александровной, на которой женился во время учебы. В 1962 году, еще обучаясь в училище, начал работу в области книжной графики.
В после окончания училища был направлен в Харьковский художественно-промышленный институт, где учился по специальности «художник промышленной графики». В 1969 году впервые принял  участие во всесоюзной выставке торговых палат в г. Минске. После окончания института в 1970 году, был направлен в Сургут, где начал работу в должности старшего художника-оформителя художественной мастерской городского Дома культуры.
Cтал первым профессиональным художником на территории всего Ханты-Мансийского округа. В 1972 году, в Сургуте прошла его первая персональная выставка, на которой было представлено 50 его работ.
С 1974 по 1985 годы главный художник города, в этой должности занимался разработкой и внедрением проектов наглядной агитации и декоративно-монументального искусства. 
В 1982 году избирается депутатом Сургутского городского Совета народных депутатов Тюменской области.
В 1986 году избирается членом Президиума советского фонда культуры Тюменской области.
Разработал символику Сургута (1975, 2003) и Сургутского района (2007), символику празднования 400-летия Сургута. Стал инициатором создания первой в округе детской художественной школы (1971), автором памятника «Мужеству рыбаков Сургута» (1974), серии портретов известных людей города (2009). 
Вместе со своей супругой Натальей Евгеньевной — основали художественную студию для взрослых «Ракурс», получившую в 1997 г. статус муниципального учреждения культуры, оставался её директором до своей смерти. В 2010 году студия «Ракурс» была переименована в «Художественная студия имени Виталия Горды».
Персональные выставки Виталия Горды в Сургуте, Ханты-Мансийске, Тюмени, Харькове, Ужгороде, Риге, Чао-Яне (Китай), Залаэгерсеге (Венгрия), Раудерфене (Германия), Петрозаводске всегда имели большой общественный резонанс и пользовались популярностью у зрителей.
Умер 22 июля 2010 года в Сургуте от прогрессирующего рака.

## Семья
- Первая жена - Горда (Шаталова) Людмила Александровна (02.10.1941-10.11.1996), первый директор Сургутской детской художественной школы № 1, заслуженный работника культуры РФ[6]
  - дочь - Наталья Витальевна
- Вторая жена - Горда Наталья Евгеньевна (р. 1961), член Союза художников России, член Международного художественного Фонда, заслуженный деятель культуры ХМАО-Югры.
  - сын - Артур (р. 1985)
  - дочь - Виктория

## Награды
- Бронзовая медаль ВДНХ (1975 г.)
- Почётный диплом Союза художников РСФСР(1978 г.)[8]
- Медаль «Ветеран труда» (1988 г.)
- Почетный знак «Маршал Жуков» (март 1999 г.)[8]
- Нагрудный знак Министерства культуры РФ «За достижения в культуре» (1999 г.)
- Почетное звание «Заслуженный деятель культуры ХМАО» (2003 г.)[10]
- Знак «За заслуги перед городом Сургутом» (2004 г.)[11]
- Премия Сургутского района за выдающийся вклад в социально-экономическое развитие района (2007 г.)
- Почетная грамота Думы Ханты-Мансийского автономного округа – Югры (2009 г.)[12]
- Имя занесено в энциклопедию Югры[13] и в VIII том энциклопедии «Лучшие люди России»